# Хаджийско
Хаджийско (болг. Хаджийско) — село в Болгарии. Находится в Кырджалийской области, входит в общину Кирково. Население составляет 319 человек.

## Политическая ситуация
В местном кметстве Фотиново, в состав которого входит Хаджийско, должность кмета (старосты) исполняет Назиф Акиф Сюлейман (Движение за права и свободы (ДПС)) по результатам выборов правления кметства.
Кмет (мэр) общины Кирково — Шукран Кязим Идриз (Движение за права и свободы (ДПС)) по результатам выборов в правление общины.